# SKELETONIZED
『SKELETONIZED』（スケルトナイズド）は、日本のバンド、ストレイテナーがインディース時代にリリースしたアルバム。2002年4月5日発売。

## 概要
- RUN RUN RUN records（LD&K Recordsのレーベル内レーベル）でリリースされたストレイテナーの3枚目のアルバム。同年に自主レーベル「ghost records」を立ち上げた[1]ことから、本作はLD&K Recordsからリリースされた最後のオリジナル・アルバムとなる[注釈 1]。
- 本アルバムに収録されている楽曲は2005年4月13日に発売されたインディーズ・ベスト『Early Years』に全て収録されている[2]。
- the pillowsの山中さわおは本アルバムを高く評価し、メンバーへ直に感想を述べたことがある[3]。

## 収録曲
- 全作詞/作曲：ホリエアツシ

1. ROCKSTEADY
メジャーデビュー後のミニアルバム『ROCK END ROLL』で本楽曲の再録版が収録されている[4]他、2018年にリリースされたストレイテナーのトリビュート・アルバム『PAUSE 〜STRAIGHTENER Tribute Album〜』では本楽曲をMONOEYESがカバーした[5]。
2. UNICORN
2018年2月20日に新木場スタジオコーストで行われたライブでは4人編成による演奏が実現した[6]。
3. 走る岩
「泳ぐ鳥」（アルバム『TITLE』収録）、「叫ぶ星」（アルバム『Applause』収録）に連なる三部作の一作目に当たる曲[7]。
4. DRASTIC TRANSPOSITION
5. SENSELESS STORY TELLER SONY
the PeteBestとのスプリットアルバム『DRAGORUM』にも収録されている。
上記で述べたトリビュート・アルバムでは本楽曲をASIAN KUNG-FU GENERATIONがカバーした[5]。後にトリビュートアルバムのリリースに際しホリエの受けたインタビュー内では本楽曲についても振り返っており、歌詞についてテーマは「反戦」としつつも直接触れずに仄めかす作風としていたことを回顧している[8]。
6. UNDER ATTACK
7. FRAGILE SILENCER
8. (NON TITLE)
本作のシークレット・トラック。